# Golmonia
Golmonia is een geslacht van wantsen uit de familie van de Tingidae (Netwantsen). Het geslacht werd voor het eerst wetenschappelijk beschreven door Popov in 1989.

## Soorten
Het genus bevat de volgende soort:

- Golmonia pater Popov, 1968